# كوماموناسية نازعة للنترات
كوماموناسية نازعة للنترات (الاسم العلمي: Comamonas denitrificans) هي نوع من البكتيريا، سلبية الغرام، تتبع جنس الكوماموناسية.